# بخش‌های زیر-استانی در جمهوری خلق چین
بخش‌های زیر-استانی در جمهوری خلق چین (انگلیسی: Sub-provincial divisions in the People's Republic of China) گونه‌ای فرمانداری یا بخش‌داری بزرگ در جمهوری خلق چین است، که از لحاظ اداری ساختار آن کاملأ مشابه شهر در سطح ولایت می‌باشد و مجموعه‌ای از شهرستان‌ها، شهرها و روستاها را در بر می‌گیرد و خود زیرمجموعه یک استان است. بخش‌های زیر-استانی تحت نظارت یک بخش‌دار کل اداره می‌شود، که توسط استاندار تعیین خواهد شد ولی هر بخش در عمل واحدی مستقل از لحاظ اقتصادی و امور حقوقی محسوب می‌شود.
|  |

## فهرست بخش‌های زیراستانی
تا سال ۲۰۱۸، تعداد ۱۵ بخش زیر-استانی در چین وجود داشته است :
| نام             | به چینی  | پین‌یین    | استان       | نام اختصاری | منطقه          | جمعیت ( سرشماری ۲۰۱۰ ) | تاریخ ایجاد | زیرمجموعه‌ها                                |
| --------------- | -------- | --------- | ----------- | ----------- | -------------- | ---------------------- | ----------- | ------------------------------------------ |
| چانگچون         | 长春市   | Chángchūn | جی‌لین       | 长          | شمال شرق چین   | ۷٬۶۷۷٬۰۸۹              | ۱۹۸۹-۰۲-۱۱  | ۷ناحیه، ۲ شهر در سطح شهرستان و ۱ شهرستان   |
| چنگدو           | 成都市   | Chéngdū   | سی‌چوان      | 蓉          | جنوب غرب چین   | ۱۴٬۰۴۷٬۶۲۵             | ۱۹۸۹-۰۲-۱۱  | ۱۱ناحیه، ۴ شهر در سطح شهرستان و ۵ شهرستان  |
| دالیان          | 大连市   | Dàlián    | لیاونینگ    | 连          | شمال شرق چین   | ۶٬۶۹۰٬۴۳۲              | ۱۹۸۴-۰۷-۱۳  | ۷ ناحیه، ۲ شهر در سطح شهرستان و ۱ شهرستان  |
| گوانگ‌ژو         | 广州市   | Guǎngzhōu | گوانگ‌دونگ   | 穗          | جنوب مرکزی چین | ۱۲٬۷۰۰٬۸۰۰             | ۱۹۸۴-۱۰-۰۵  | ۱۱ ناحیه                                   |
| هانگژو          | 杭州市   | Hángzhōu  | چجیانگ      | 杭          | شرق چین        | ۸٬۷۰۰٬۴۰۰              | ۱۹۹۴-۰۲-۲۵  | ۱۰ناحیه، ۱ شهر در سطح شهرستان و ۲ شهرستان  |
| هاربین          | 哈尔滨市 | Hā'ěrbīn  | هیلونگ‌جیانگ | 哈          | شمال شرق چین   | ۱۰٬۶۳۵٬۹۷۱             | ۱۹۸۴-۱۰-۰۵  | ۹ ناحیه، ۲ شهر در سطح شهرستان و ۷ شهرستان  |
| جینان (شاندونگ) | 济南市   | Jǐnán     | شاندونگ     | 泉          | شرق چین        | ۶٬۸۱۴٬۰۰۰              | ۱۹۹۴-۰۲-۲۵  | ۷ ناحیه و ۳ شهرستان                        |
| نانجینگ         | 南京市   | Nánjīng   | جیانگسو     | 宁          | شرق چین        | ۸٬۰۰۱٬۶۸۰              | ۱۹۸۹-۰۲-۱۱  | ۱۱ ناحیه                                   |
| نانگبو          | 宁波市   | Níngbō    | چجیانگ      | 甬          | شرق چین        | ۷٬۶۰۵٬۶۸۹              | ۱۹۸۷-۰۲-۲۴  | ۶ ناحیه، ۲ شهر در سطح شهرستان و ۲ شهرستان  |
| چینگ‌دائو        | 青岛市   | Qīngdǎo   | شاندونگ     | 胶          | شرق چین        | ۸٬۷۱۵٬۱۰۰              | ۱۹۸۶-۱۰-۱۵  | ۷ ناحیه و ۳ شهر در سطح شهرستان             |
| شن‌یانگ          | 沈阳市   | Shěnyáng  | لیاونینگ    | 沈          | شمال شرق چین   | ۸٬۱۰۶٬۱۷۱              | ۱۹۸۴-۰۷-۱۱  | ۱۰ ناحیه، ۱ شهر در سطح شهرستان و ۲ شهرستان |
| شنژن            | 深圳市   | Shēnzhèn  | گوانگ‌دونگ   | 深          | جنوب مرکزی چین | ۱۰٬۳۵۷٬۹۳۸             | ۱۹۸۸-۱۰-۰۳  | ۸ ناحیه (۴ناحیه)                           |
| ووهان           | 武汉市   | Wǔhàn     | هوبئی       | 汉          | جنوب مرکزی چین | ۹٬۷۸۵٬۳۹۲              | ۱۹۸۴-۰۵-۲۱  | ۱۳ ناحیه                                   |
| شی‌آن            | 西安市   | Xī'ān     | شنشی        | 镐          | شمال غرب چین   | ۸٬۴۶۷٬۸۳۷              | ۱۹۸۴-۱۰-۰۵  | ۱۱ ناحیه و ۲ شهرستان                       |
| شیامن           | 厦门市   | Xiàmén    | فوجیان      | 鹭          | شرق چین        | ۳٬۵۳۱٬۳۴۷              | ۱۹۸۸-۰۴-۱۸  | ۶ ناحیه                                    |